# Rajahmundry Airport
Rajahmundry Airport är en flygplats i Indien.   Den ligger i distriktet East Godāvari och delstaten Andhra Pradesh, i den sydöstra delen av landet, 1 400 km söder om huvudstaden New Delhi. Rajahmundry Airport ligger 46 meter över havet.
Terrängen runt Rajahmundry Airport är platt. Runt Rajahmundry Airport är det tätbefolkat, med 442 invånare per kvadratkilometer. Närmaste större samhälle är Rajahmundry, 12,4 km söder om Rajahmundry Airport. Omgivningarna runt Rajahmundry Airport är en mosaik av jordbruksmark och naturlig växtlighet.